# ゼブラフィッシュ
ゼブラフィッシュまたはゼブラ・ダニオ（学名: Danio rerio）は、インド原産の淡水に生息する体長5センチメートル（cm）ほどの小型の魚である。和名はシマヒメハヤ。シマハヤモドキとも呼ばれた。コイ目コイ科ラスボラ亜科（ダニオ亜科、ハエジャコ亜科とも）に属し、オイカワやコイ、金魚などに近い。成体の体表に紺色の縦じまをもつことから、シマウマにみたててこの名がある。飼育、繁殖が容易な魚で、流通価格も安く、観賞魚としてよく飼われている。体色やヒレなどに変異のある改良品種が存在する。生物学では脊椎動物のモデル生物としてよく用いられる。モデル生物としてはゼブラフィッシュ、観賞魚としてはゼブラ・ダニオの名が一般的である。

## 概要
生活環は3か月、寿命は5年程度。性質は活発で、水中を素早く泳ぎ回る。更に温和なので他魚との混泳も同程度のサイズの魚となら問題ない。雑食で飼育が容易。多産で1組の雌雄が一度に数百の卵を産む。卵は直径1ミリメートル（mm）程度、透明で観察や実験操作が容易である。
また、遺伝子を組み換えられた本種が未承認で輸入、販売され、関わった業者が環境省の指導（カルタヘナ法違反）を受けた事もある。
パキスタン、インド、バングラデシュ、ネパール、ミャンマー、ブータンなどの、水深が浅く流れの遅い止水域に生息する。一組の雌雄が互いに生殖器を接触させることで排卵・産卵する。

## 観賞魚 改良品種など

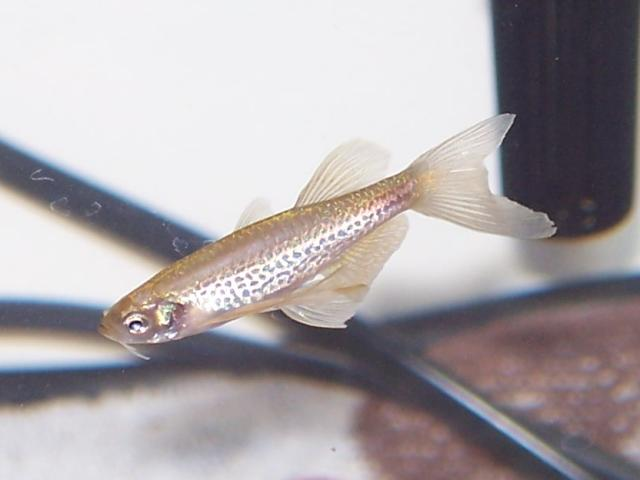
レオパード・ダニオ

ダニオは縄張りをつくるため、水槽内では他の小型の観賞魚を追い回す習性のものが多い。
ゼブラ・ダニオ
この記事で説明されている。ダニオの中では最も広く流通している。
ホワイトパール・ゼブラ・ダニオ
白っぽい色をしたゼブラ・ダニオ。
ロングフィン・ゼブラ・ダニオ
尾の長いゼブラ・ダニオ。長い尾が餌と間違えられ、破れてしまう事がある。破れた部分は、しばらくすれば再生する。
レオパード・ダニオ
学名：Danio frankei
ゼブラダニオの縞模様が途切れ途切れになって、スポット状になった種類。ゼブラダニオの改良品種という説と、別種と言う説がある。上記の学名は別種とする場合の学名である。ゼブラダニオと同じくロングフィンなどのバリエーションが存在する。
パール・ダニオ（シロガネハヤモドキ）
学名：Danio albolineatus
淡い青紫の体色で、1-2本の黄色いラインが入る。近似種に紫色が濃くラインの入らない「エスメラルダ」と呼ばれるDanio rosea種が存在する。
ジャイアント・ダニオ（オオハヤモドキ）
学名：Devario malabaricus
ゼブラダニオとは別のDevario属の魚で、全長10cmとやや大型になる。ラインの入り方の異なる2種類のタイプがある。
オレンジグリッター・ダニオ
学名：Danio choprai
比較的新しく紹介された種類。鮮やかなオレンジ色の体色に横縞が入る。
ダニオ・エリスロミクロン
学名：Danio erythromicron
かつては幻の魚と言われていた魚で、青い縦縞が特徴。Microrasbora属に分類されていたがDanio属に移された。ダニオの仲間は総じて活発だが、本種は臆病で物陰に隠れがちである。
レッドゼブラダニオ
かつてインドネシアから輸入された、珊瑚の遺伝子を導入した遺伝子組み換えゼブラダニオ。遺伝子組み換え生物は遺伝子組換え生物等の使用等の規制による生物の多様性の確保に関する法律（カルタヘナ法）により規制されているが、本種はその認可を受けないまま輸入、販売された。環境省は本種を購入し飼育を行っている場合、購入した店舗に返品するよう要請している。

## 成長と行動
生後17時間で自発的なしっぽの動きがみられる。その3-4時間後には、不規則なburstパターンの活動からside-sideの規則的な運動をするようになる。生後21時間でRBニューロンを介した接触反射を示すようになる。1-2日目には規則的な遊泳がみられ、また刺激場所に応答した適切な反射を示す。4日目には大まかな神経系が完成し、摂食行動も示すようになる（まだ脳は成長し続ける）。

## 行動の種類
- 逃避
  - 接触あるいは音[6] ‐生後40時間ほどで、マウスナー細胞（英語版）が触覚振動刺激に反応し逃避反射（英語版）を起こす[7]。
  - 傷ついた仲間の皮膚から出る硫酸化ダニオール、オスタリオプテリンに強い忌避行動が見られる。他の魚（金魚・メダカ）から出る皮膚抽出物に対しては反応が鈍くなる[8]。

## モデル生物

孵化までの様子。成魚は約 2.5 cmで、成魚以外は当初示されたスケールに従う。

ゼブラフィッシュは脊椎動物の神経系のモデル生物として活用されている。1981年にはホモ二倍体の個体が得られている。脊椎動物初の化学変異原ENUを用いた大規模変異スクリーニングがゼブラフィッシュを用いて行われた。遺伝子機能研究に欠かせない遺伝子導入、トランスジェニックフィッシュの作製を、Tol2トランスポゾンを用いて非常に容易に行うことができる。また、CRISPR/Cas9を用いた遺伝子変異導入技術も確立されている。

### 有用性
この魚は、以下のように遺伝学研究、発生生物学研究に用いる上での優れた特長を持っている。
- 飼育が容易。
- 多産である。1日で1組のオスメスが最大数百の受精卵を産する。
- 世代時間が短い。生殖を始めるまで2か月半〜3か月くらいである。
- 卵から孵化までの過程で胚が透明である。胚の観察、操作が容易である。

結果として、実験発生学的実験と遺伝学的解析を同時に行える点で、脊椎動物では他に例がない。脊椎動物であるヒトを含んで共通点が多い。

## 神経系

### データベース・モデル
ZFINに掲載されているアトラス・リソースのうち、神経系に着目しているもの
- Z-Brain
- Brain Browser
- Hardcopy atlas of early zebrafish brain development
- Hardcopy atlas of the adult nervous system
- Zebrafishbrain

そのほかにも
- ViBE-Z
- ZFAP[13]

などがある。
データベース間をまたいで利用できるような研究も進められている。